# Référendum berlinois de 2023

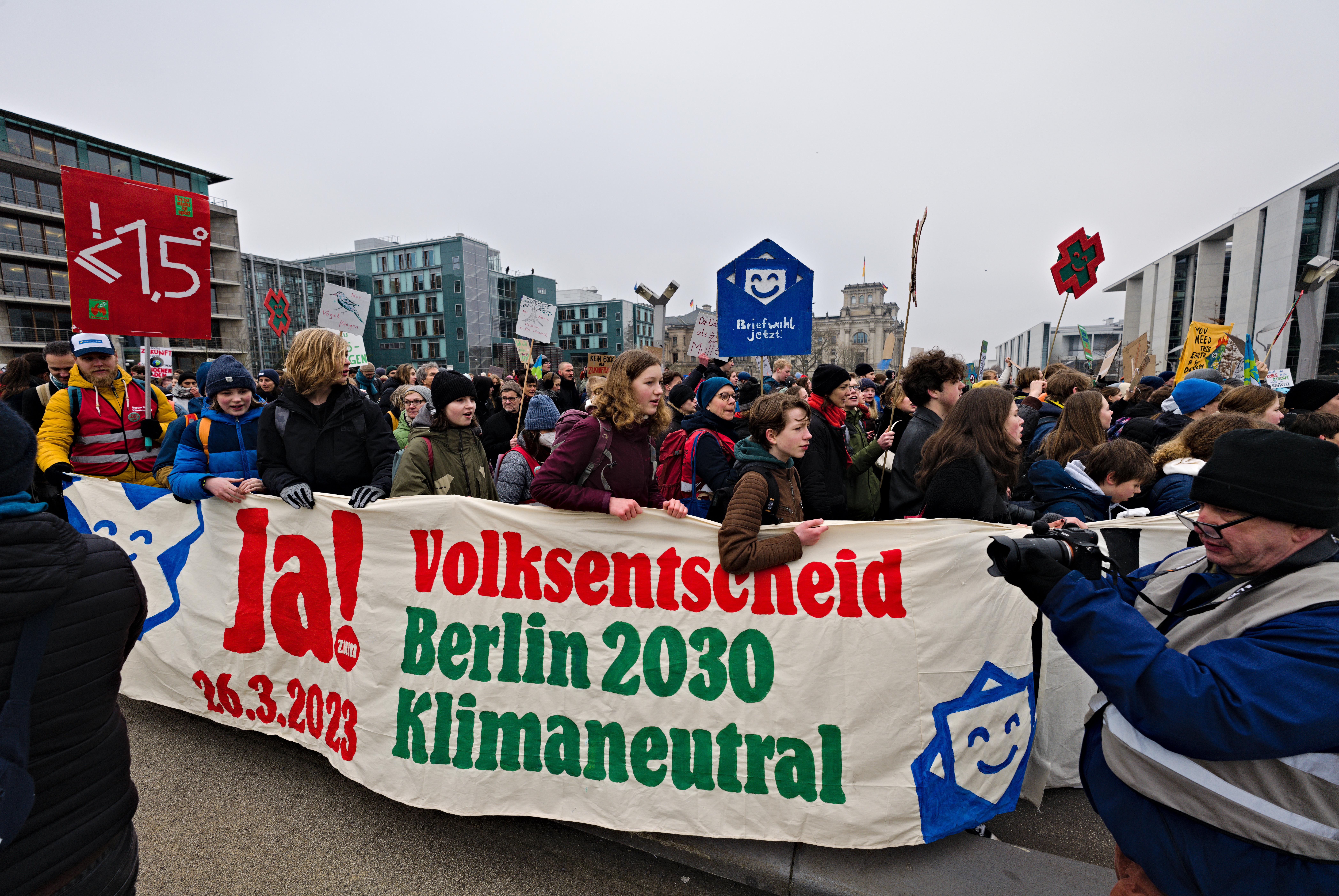
Manifestation en faveur de la proposition, le 3 mars 2023

Le référendum berlinois de 2023 est un référendum consultatif d'initiative populaire organisé le 26 mars 2023 afin de permettre à la population de Berlin de se prononcer sur un amendement de la loi de transition énergétique de 2016 afin de fixer à 2030 au lieu de 2045 l'objectif d'atteinte de la neutralité carbone dans la capitale allemande.
La proposition est approuvée à une faible majorité d'un peu plus de 51 % des suffrages exprimés. Le résultat est cependant invalidé, les votes pour ayant échoué à franchir le quorum exigé de 25 % des inscrits, seuls un peu plus de 18 % de ces derniers ayant voté en faveur de la proposition.

## Résultats
| Choix               | Votants   | Votants | Inscrits | Inscrits |
| Choix               | Voix      | %       | %        | Quorum   |
| ------------------- | --------- | ------- | -------- | -------- |
| Pour                | 442 028   | 51,06   | 18,19    | 25 %     |
| Contre              | 423 594   | 48,94   | 17,43    |          |
|                     |           |         |          |          |
| Votes valides       | 865 622   | 99,66   | 35,62    |          |
| Blancs et invalides | 2 948     | 0,34    | 0,12     |          |
| Total des votants   | 868 570   | 100,00  | 35,74    |          |
|                     |           |         |          |          |
| Abstentions         | 1 561 506 |         | 64,26    |          |
| Inscrits            | 2 430 076 | 100,00  |          |          |